# Маршев, Вадим Иванович
Вадим Иванович Маршев (род. 1 сентября 1938, Сабунчи, Закатальский район) — советский и российский экономист, преподаватель, заслуженный профессор МГУ им. М. В. Ломоносова, автор более 150 научных публикаций, основоположник теории развития управленческой мысли, руководитель Центра спортивного менеджмента экономического факультета МГУ имени М. В. Ломоносова.

## Биография
Родился в семье инженера-строителя в Азнефти. Рано, в 1956 году потерял отца. Не поступив в Московский авиационный институт увлёкся спортом и музыкой. Стал бронзовым призером Чемпионата Советского союза по легкой атлетике в беге 400 м/б. Входил в состав олимпийской сборной команды СССР по легкой атлетике 1964 и 1968 гг. Окончил Бакинский институт физкультуры (1960).

#### Чемпионаты СССР
| Год  | Город  | Результат | Дата                  | Место |
| ---- | ------ | --------- | --------------------- | ----- |
| 1963 | Москва |           | 10 августа—15 августа | III   |

В 1962 году поступил в Азербайджанский государственный университет. В 1965 году получил приглашение перевестись в Московский государственный университет им. М. В. Ломоносова, окончил механико-математический факультет (1968). Специальность — математик.
1972 — Присвоение учёной степени «кандидат экономических наук».
1976 — Присвоение учёного звания «старший научный сотрудник».
1986 — Повышение квалификации на курсах Международной организации труда (Женева). Удостоверение МОТ.
1988 — Присвоение учёной степени «доктор экономических наук» после защиты докторской диссертации на тему «Развитие взглядов на управление хозяйством России (1861—1900)».
Опыт работы:
1996 — по наст. время — Директор программы MBA Школы магистров экономического факультета МГУ.
1990 — по наст. время — Профессор кафедры управления производством экономического факультета МГУ.
1985—1990 — Доцент кафедры управления экономического факультета МГУ.
1976—1985 — Заведующий лабораторией «Имитационное моделирование управления общественным производством» (МГУ, экономический факультет).

## Публикации
1. History of Management Thought. Springer, 2021, 714p.
2. История управленческой мысли (Учебник), М., Проспект, 2021, 944с.
3. Проблемы реализации стратегических решений, «Управление изменениями: Принятие решений». М., INTOP, 2012, сс. 91-108.
4. The ethics of economic activity : sources and origins, XII International Conference on History of Management Thought and Business «Social Responsibility of Business and Management Ethics» MOSCOW, 2013, LMSU, pp. 112–128.
5. The term, subject levels and epistemological problems of Ethics in Management, XII International Conference on History of Management Thought and Business «Social Responsibility of Business and Management Ethics» MOSCOW, 2013, LMSU, pp. 129–134.
6. О состоянии и проблемах развития управленческой мысли , Журнал «Проблемы теории и практики управления», М., 2013, № 6. сс.18-25.
7. Как обучать и/или научать стратегическому мышлению и озарению? История Управленческой мысли и бизнеса: От стратагем к стратегиям, от стратегического планирования к стратегическому мышлению и озарению. XIV международная конференция, Москва, МГУ имени М. В. Ломоносова, экономический факультет. 01-03 июля 2013 г.:Материалы конференции. Под науч.ред. В. И. Маршева — М.:Изд-во АПК и ППРО, 2013, 196 с., ISBN 978-5-8429-1195-0, сс.24-30.
8. Управление организацией в условиях неопределенности и оргкультура, «Управление изменениями: Развитие в условиях неопределенности». М., INTOP, ИКАР, 2013, сс. 45-64.